# Chiesa della Flagellazione
La chiesa della Flagellazione è un luogo di culto cattolico di Gerusalemme, meta frequente di pellegrinaggio, posto nel quartiere musulmano della Città Vecchia di Gerusalemme, nei pressi della Spianata delle moschee. La chiesa fa parte di un complesso che comprende anche il convento francescano della Flagellazione, sede dello Studium Biblicum Franciscanum, e la chiesa della Condanna e Imposizione della Croce.

## Tradizione

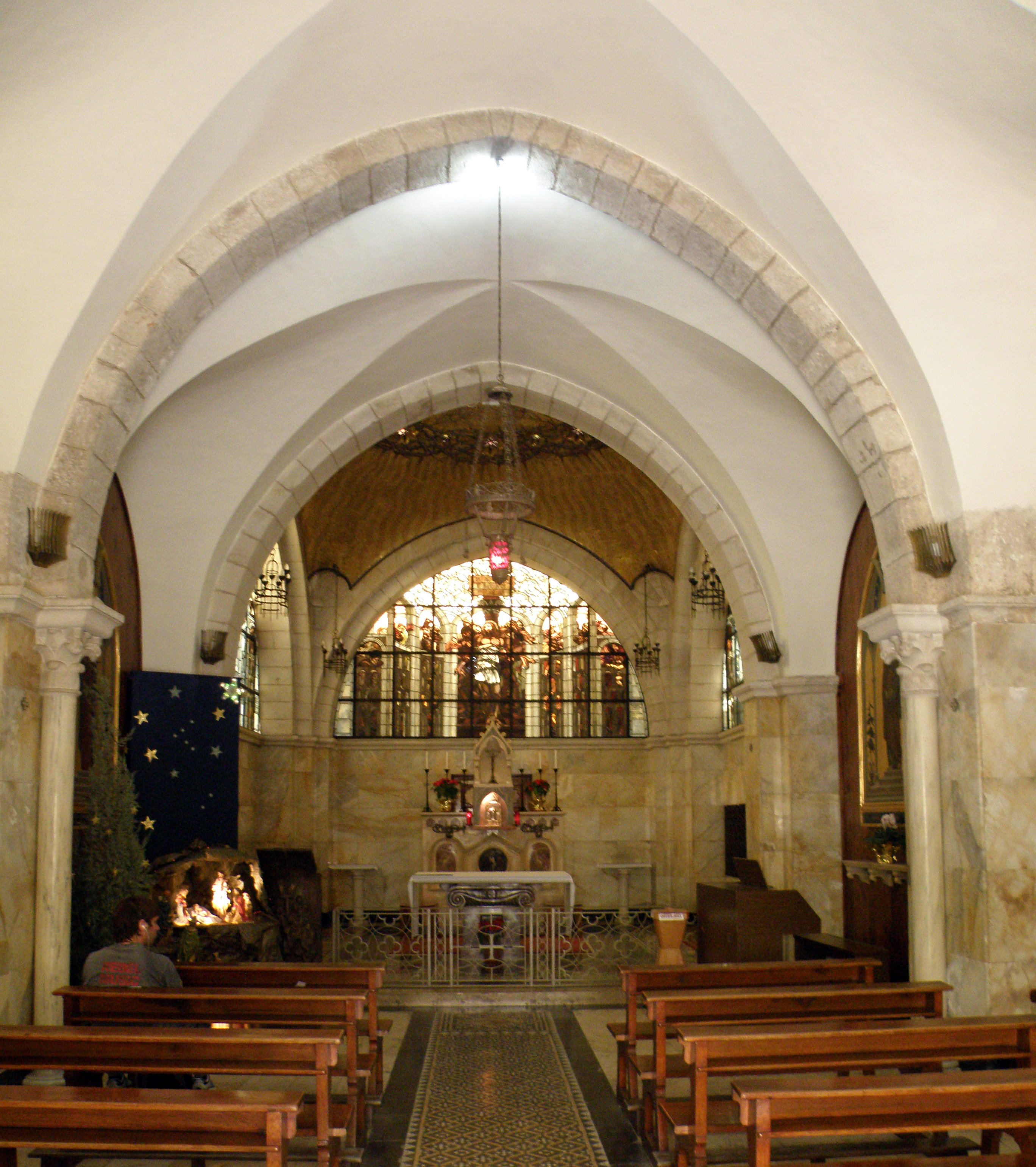
L'interno della chiesa.

Secondo la tradizione la chiesa è costruita sul luogo in cui Gesù Cristo sarebbe stato flagellato dai soldati romani prima del suo viaggio lungo la Via Dolorosa al Calvario. In realtà questa tradizione non è certa e si basa sul fatto che nella zona, all'epoca di Gesù, si trovava la Fortezza Antonia, ritenuta il luogo della residenza del prefetto della Giudea quando questi si trovava a Gerusalemme. Sotto l'adiacente chiesa della Condanna e sotto il vicino convento delle suore di Sion è stato trovato un lastricato di pietra di epoca romana che, alla luce di quest'identificazione, è stato ritenuto il lithostrotos, di cui parla Giovanni in riferimento al processo di Gesù (Gv 19,13); ma gli studi archeologici hanno mostrato che si tratta della pavimentazione orientale del foro di Adriano, quindi parte della ricostruzione di Aelia Capitolina dopo il 135. All'epoca di Gesù qui, invece, si trovava una grande piscina all'aperto, chiamata struthion, fatta scavare dagli Asmonei, e menzionata da Giuseppe Flavio in relazione con la Fortezza Antonia.
Sia Filone di Alessandria sia Giuseppe Flavio affermano, invece, che i prefetti, quando erano a Gerusalemme e non nel capoluogo della prefettura, Cesarea, alloggiavano nel palazzo di Erode ed effettuavano i processi sul pavimento immediatamente esterno ad esso. Giuseppe Flavio indica il luogo di questo palazzo di Erode, cioè la collina occidentale: quest'edificio è stato ritrovato nel 2001 al di sotto della Cittadella di Davide, presso la porta di Giaffa. Sembra, quindi, che la condanna e la flagellazione di Gesù siano avvenuti non nella parte orientale, ma in quella occidentale di Gerusalemme, ben lontano dall’attuale chiesa della Flagellazione.

## Storia
La prima chiesa di cui si ha notizia fu costruita in questo luogo in epoca crociata. Durante il periodo ottomano, le rovine del santuario e gli edifici circostanti furono usati prima come stalle e poi come case private. L'intero complesso fu dato ai frati francescani della Custodia di Terra Santa da Ibrāhīm Pascià d'Egitto nel 1836. Una cappella, che sta alla base della struttura originaria, fu costruita da Massimiliano Giuseppe in Baviera nel 1839 sui resti della chiesa crociata.

## L'edificio attuale
La chiesa attuale fu completata tra il 1927 e il 1929 su progetto dell'architetto italiano Antonio Barluzzi come completa ricostruzione del santuario ottocentesco. L'interno della chiesa è costituito da una sola navata. Tre pareti della chiesa nell'area del presbiterio presentano ciascuna una vetrata colorata raffigurante una diversa scena dell'episodio biblico della flagellazione: Ponzio Pilato si lava le mani (Mt 27,24); la flagellazione (Mc 15,15; Gv 19,1); la liberazione di Barabba (Mt 27,26; Mc 15,15; Lc 23,24-25). L'interno della cupola presenta un mosaico dorato raffigurante la corona di spine.